# Robert Lechner
Robert Lechner (Bruckmühl, Baviera, 22 de gener de 1967) fou un ciclista alemany. Del seu palamarès destaca sobretot la medalla medalla de bronze als Jocs Olímpics de Seül a la prova de Quilòmetre Contrarellotge.
Un cop retirat va reconèixer que s'havia dopat al llarg de la seva carrera.

## Palmarès en pista
- 1986
  -  Campió d'Alemanya amateur en Quilòmetre
- 1988
  -  Medalla de bronze als Jocs Olímpics de Seül en Quilòmetre contrarellotge
  -  Campió d'Alemanya amateur en Quilòmetre

## Palmarès en ruta
- 1991
  - Vencedor d'una etapa a la Volta a Baviera